# Großsteingrab Linsburg

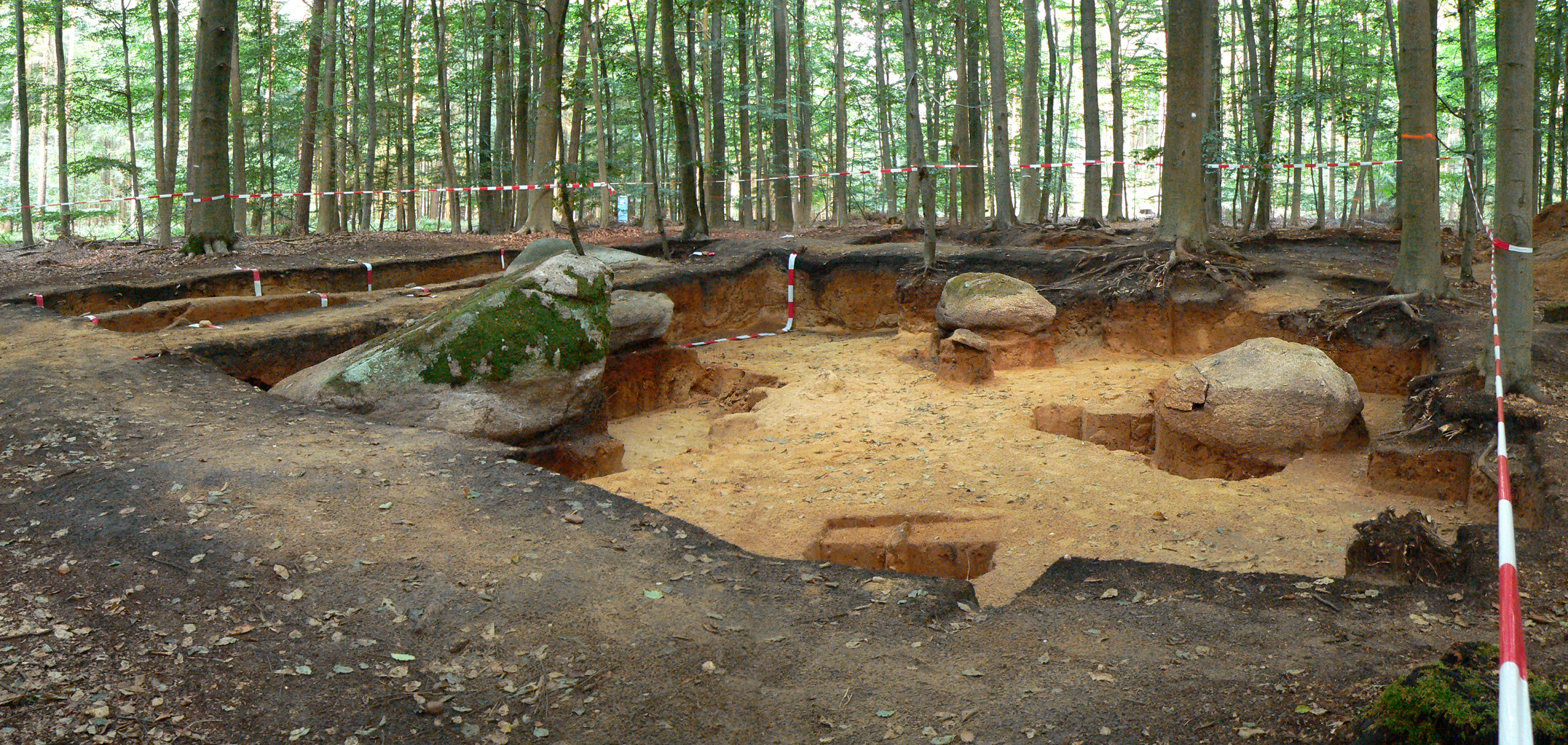
Ausgrabung des Großsteingrabs, 2015

Beim Großsteingrab Linsburg handelt es sich um die Reste eines jungsteinzeitlichen Großsteingrabes im Grinderwald in der Gemeinde Linsburg in Niedersachsen. Die Entstehungszeit der Grabanlage wird auf etwa 3500 v. Chr. geschätzt.

## Lage und Beschreibung

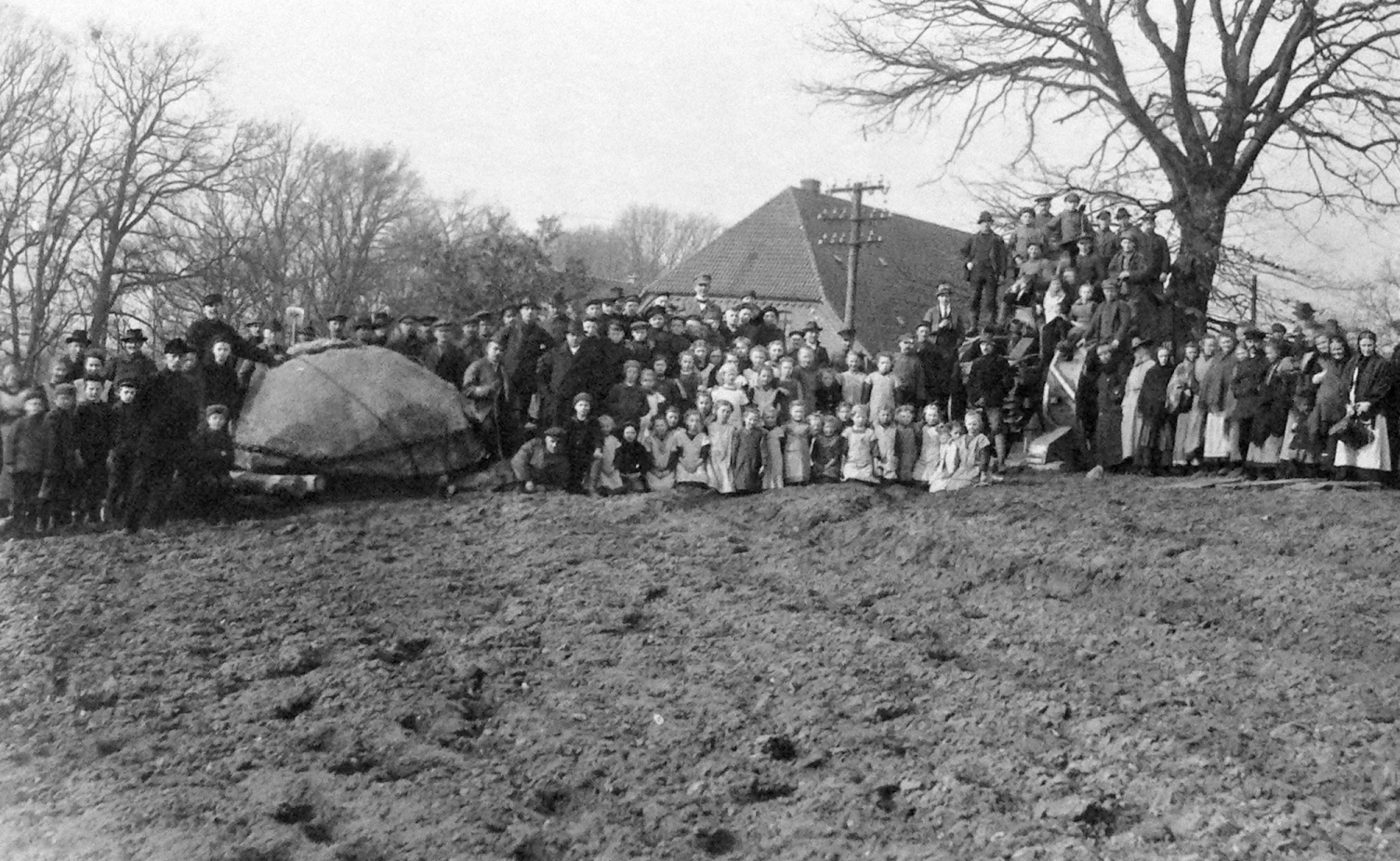
Transport eines Findlings des Großsteingrabs nach Linsburg für das Kriegerdenkmal, um 1920

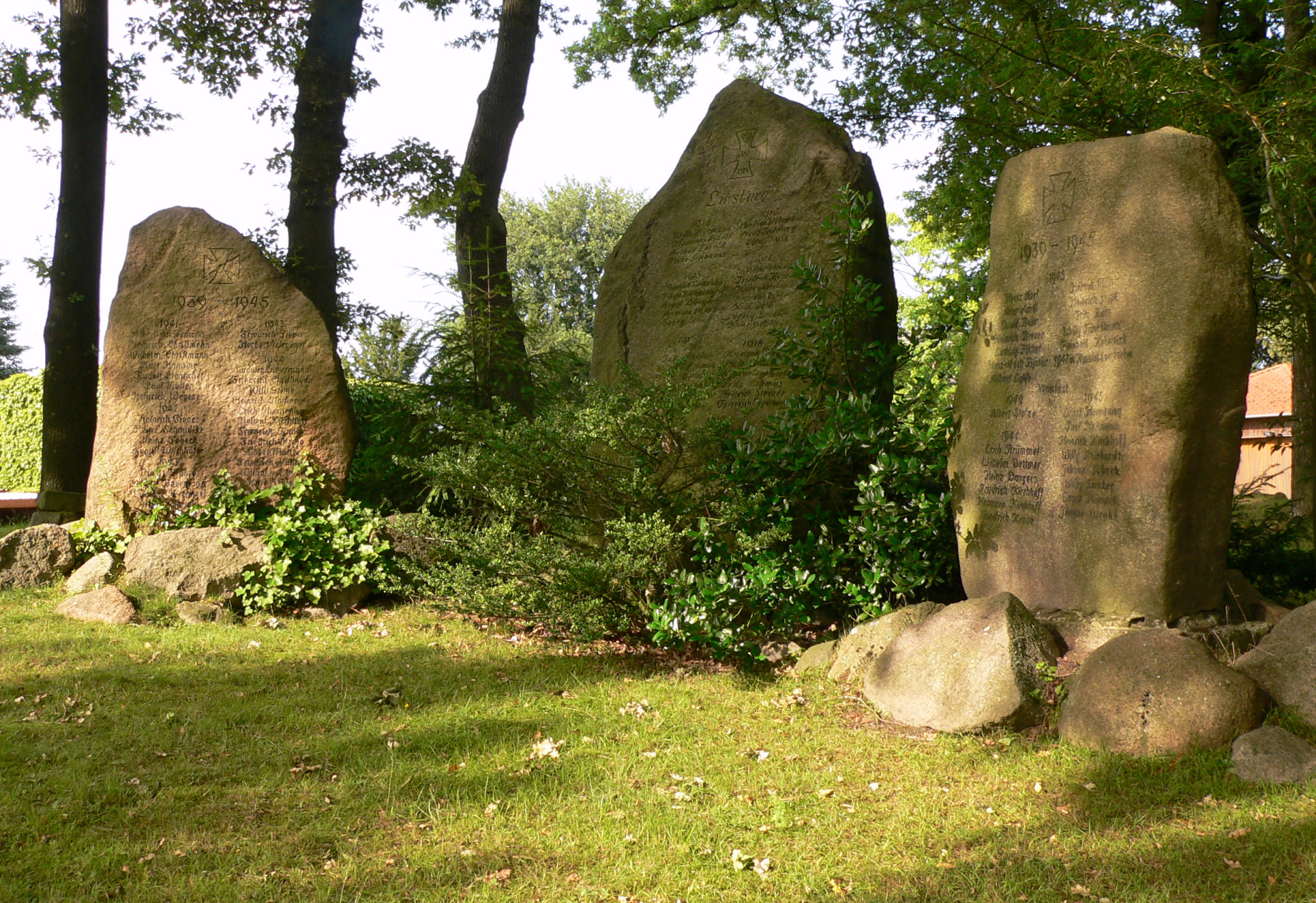
Kriegerdenkmal in Linsburg auf dem Schulberg; der mittlere Findling wurde um 1920 vom Großsteingrab entfernt

Das unvollständig erhaltene Großsteingrab befindet sich etwa 3,5 Kilometer südöstlich von Linsburg in einer mit Buchen bestandenen Forstabteilung des Grinderwaldes. Es liegt auf der Kuppe eines kleinen Hügels und dürfte in einer damals möglicherweise waldlosen Landschaft weithin sichtbar gewesen sein. Die Steine des Grabes sind seit langem in der Gegend bekannt. Die Stelle wird von alters her als „Bei den fünf Steinen“ bezeichnet. In der näheren Umgebung gibt es mit dem Teufelsbett bei Stöckse ein weiteres jungsteinzeitliches Großsteingrab. Großräumig betrachtet befinden sich die beiden Steingräber im Landkreis Nienburg im Grenzgebiet zwischen der Trichterbecher- und der Michelsberger Kultur, was die Ergebnisse der archäologischen Untersuchungen am Erdwerk von Müsleringen aufzeigten.
Ursprünglich bestand die Grabanlage vermutlich aus acht großen Findlingen aus nordischem Granit, die eiszeitlich bedingt aus Skandinavien nach Norddeutschland verfrachtet wurden. Heute sind noch fünf der Steine vorhanden und oberflächlich sichtbar. Sie sind als Naturdenkmale unter Schutz gestellt. Es handelt sich um eiszeitliche Geschiebeblöcke, die parallel in Nord-Süd-Richtung ausgerichtet worden sind. Nach dem Ersten Weltkrieg transportierte man einen großen Stein der Anlage mit Hilfe einer Zugmaschine nach Linsburg. Er wurde 1921 in der Ortsmitte auf dem Schulberg als Kriegerdenkmal aufgestellt und trägt die Namen von 33 im Ersten Weltkrieg gefallenen Soldaten aus Linsburg. Der Verbleib von zwei weiteren großen Steinen der Grabanlage ist ungeklärt.
Nach den archäologischen Untersuchungen im Jahr 2015 war vorgesehen, die Reste der Grabanlage durch einen Rundweg und eine Infotafel für die Öffentlichkeit zu erschließen, was bis heute (2022) nicht erfolgt ist.

## Ausgrabung
Eine kleinere archäologische Untersuchung des Großsteingrabs Linsburg fand 1976 statt. An einem Stein wurde bis in eine Tiefe von 1,5 Meter gegraben und zwischen zwei Steinen fand sich Trockenmauerwerk. Eine umfassende Ausgrabung erfolgte im August 2015 durch Studierende der Abteilung Vor- und Frühgeschichtliche Archäologie der Universität Hamburg unter Leitung der Archäologin Britta Ramminger. Sie erfolgte in Kooperation mit der Kommunalarchäologie der Schaumburger Landschaft. Die mehrwöchige Lehrgrabung erfolgte auf einer Fläche von 60 m² im Bereich der fünf großen Steine. Zu den Fundstücken zählten einige Keramikscherben, die in das Neolithikum datiert wurden, sowie eine steinerne Pfeilspitze, die der Trichterbecherkultur zugeordnet wurde. Es fanden sich auch Holzkohlefragmente, die mittels der Radiokarbonmethode datiert werden sollten. Zu den archäologischen Befunden gehörten zum Teil großflächige dunkle und graue Bodenverfärbungen unbekannter Herkunft. Spuren an den Megalithblöcken sowie Granitfragmente im Boden deuteten darauf hin, dass nach der Nutzungszeit der Grabanlage Materialentnahmen erfolgten, zum Beispiel für Bauvorhaben.
Im Ergebnis ließ die Ausgrabung kein Großsteingrab an dieser Stelle erkennen. Dafür hatten die großen Steine zu große Abstände, sie befanden sich nicht in situ, es fanden sich keine Standspuren unter den Steinen und es war keine Bodenauskleidung oder Pflasterung der Grabkammer vorhanden. Denkbar ist, dass die Steine in späteren Zeiten zumindest geringfügig verlagert worden sind, zum Beispiel um ihnen Material zu entnehmen.

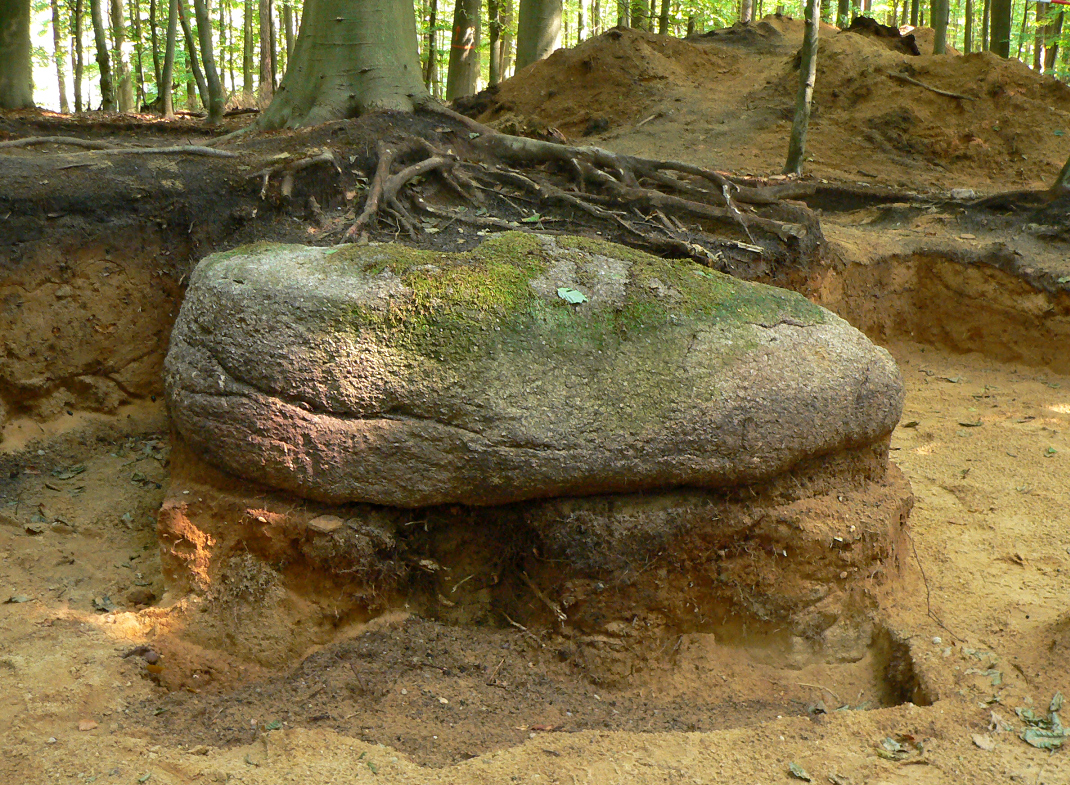
Ausgegrabener Findling, vormals freiliegende Oberfläche ist grün bewachsen, 2015
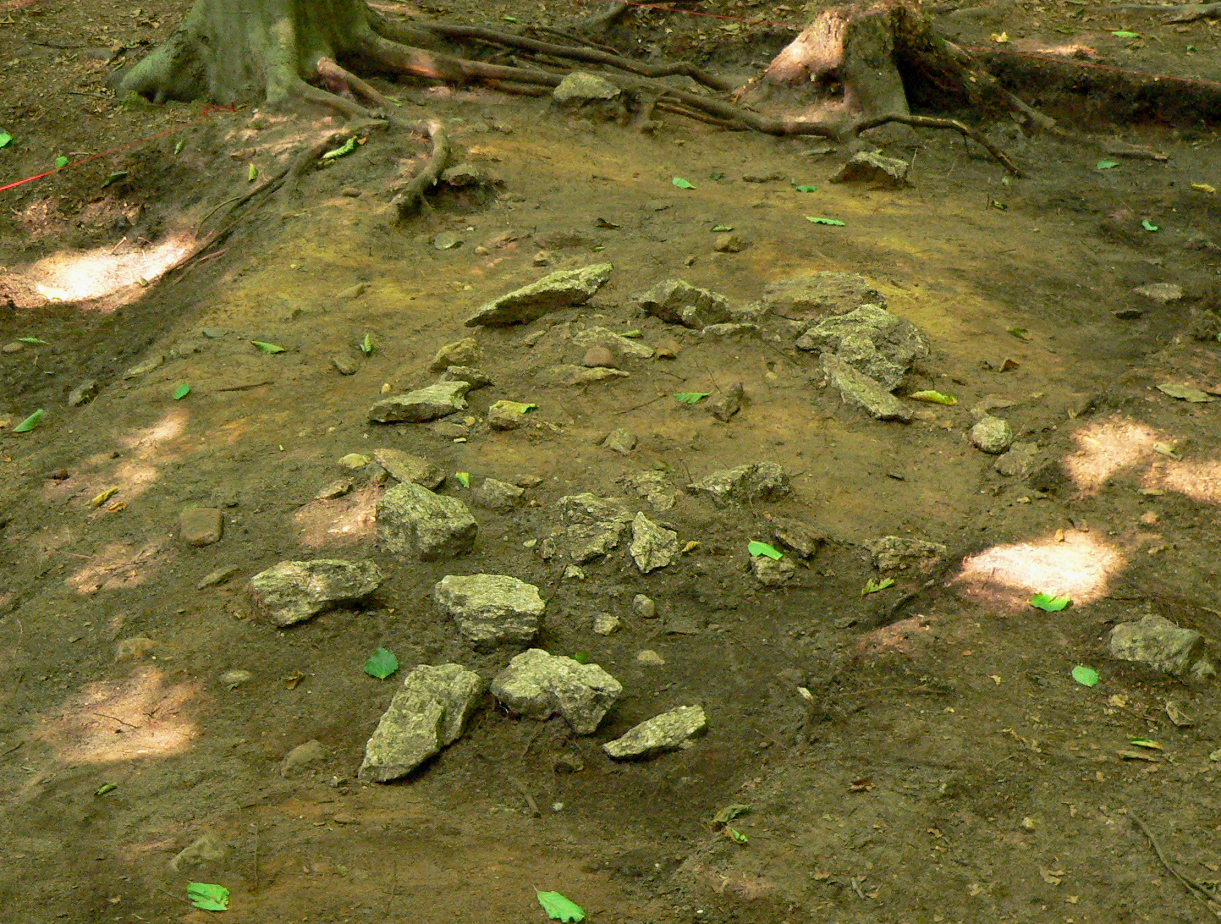
Vermutlich von späterer Materialentnahme stammende Granitfragmente, 2015
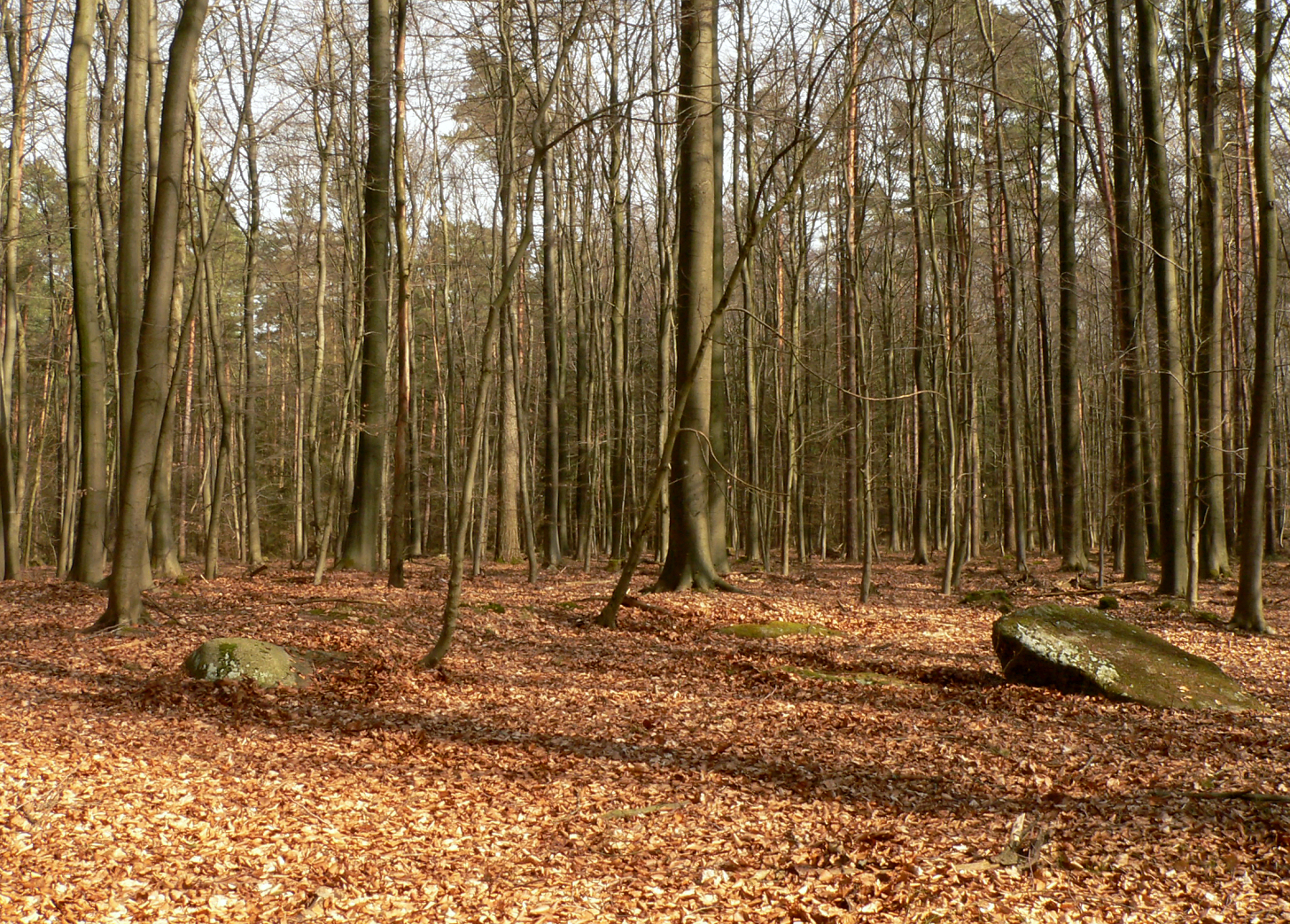
Die wieder zugeschüttete Ausgrabungsfläche, 2022